# نیکار (داغستان)
نیکار (به لاتین: Nikar) یک منطقهٔ مسکونی در روسیه است که در داغستان واقع شده‌است.